# The Lonely Island
The Lonely Island és una companyia de comèdia estatunidenca i la banda composta per  Akiva "KIV" Schaffer,  Jorma "Jorma" Taccone i  David Andrew "Andy" Samberg, més coneguts per la seva música còmica. Originari de Berkeley (Califòrnia), el grup està ubicat actualment a Nova York. El grup es va dissoldre a causa del seu treball col·lectiu l'any 2005-2010 al Saturday Night Live. Samberg i Schaffer van seguir treballant com a grup, amb la participació ocasional de Taccone.
Un cop dins la sèrie, van escriure: "Lazy Sunday", un vídeo paròdia de la música que es va convertir en un èxit instantani a YouTube. Després de l'èxit d'aquest curt digital, el grup va escriure la cançó, guanyadora d'un Emmy "Dick in a Box", "Jizz in My Pants "," Like a Boss ", i el Grammy, anomenat" I'm on a Boat",, que posteriorment ha tingut gran èxit tant a''Saturday Night Live i a Internet, que conclueix en la publicació de l'àlbum l'any 2009,Incredibad. L'any 2011, el grup va llançar el seu segon àlbum, Turtleneck & Chain que incloïa cançons dels curts digitals com ara "I Just Had Sex, " The Creep", i " Jack Sparrow".
L'agost de 2007, el grup va estrenar el seu primer llargmetratge,  Hot Rod.